# Great Goat Island
Great Goat Island är en ö i Jamaica.   Den ligger i parishen Parish of Saint Catherine, i den sydöstra delen av landet, 30 km sydväst om huvudstaden Kingston.